# Tadeusz Jan Dehnel

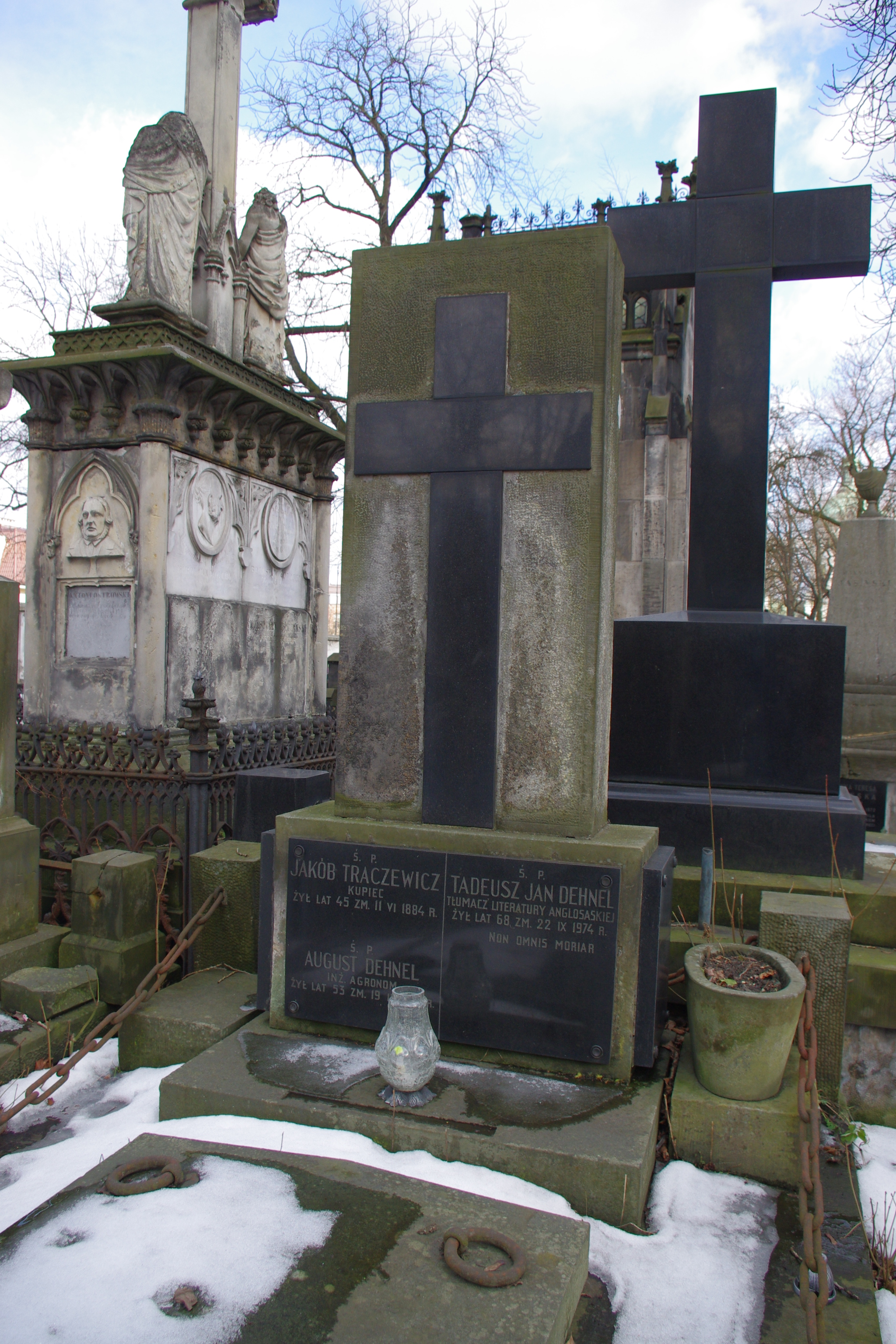
Grób tłumacza Tadeusza Jana Dehnela na cmentarzu Powązkowskim w Warszawie

Tadeusz Jan Dehnel (ur. w 1906, zm. 22 września 1974) – tłumacz książek z języka angielskiego. 
Pochowany na cmentarzu Powązkowskim w Warszawie (kwatera 25-2-5/6)

## Przekłady
- William Makepeace Thackeray Targowisko próżności
- William Styron Pogrążyć się w mroku
- Mark Twain Królewicz i żebrak
- Charles Dickens Opowieść o dwóch miastach, Samotnia
- James Baldwin Inny kraj
- Irwin Shaw Młode lwy; Pogoda dla bogaczy (współtłumacz)
- Robert Louis Stevenson Doktor Jekyll i pan Hyde
- Rex Stout Detektywi i storczyki
- wiele powieści Agathy Christie
- inne utwory Roberta Louisa Stevensona, Jacka Londona, Karola Dickensa, G.K. Chestertona